# Petrografi
Petrografi är läran om bergarternas systematik och beskrivning.
Petrografi är en gren inom petrologin, och fokuserar på detaljerade beskrivningar av mineralinnehåll och texturer hos bergarter.
En person som studerar petrografi kallas petrograf. Petrografiska studier bedrivs på mikroskopisk nivå, främst används petrografiska mikroskop som använder polariserat ljus.